# Miranda Otto
Pour les articles homonymes, voir Otto.
Miranda Otto, née le 16 décembre 1967 à Brisbane (Australie), est une actrice australienne.
Fille de l'acteur Barry Otto, elle est diplômée de l'Institut national d'art dramatique.
Elle commence sa carrière en Australie et accède à la notoriété mondiale par le personnage d'Éowyn dans la saga cinématographique Le Seigneur des anneaux de Peter Jackson. Dès lors, elle alterne blockbusters et projets indépendants. À la télévision, elle porte plusieurs séries éphémères et parvient à faire un retour au premier plan avec la série fantastique Les Nouvelles Aventures de Sabrina.

## Biographie

### Jeunesse et formation

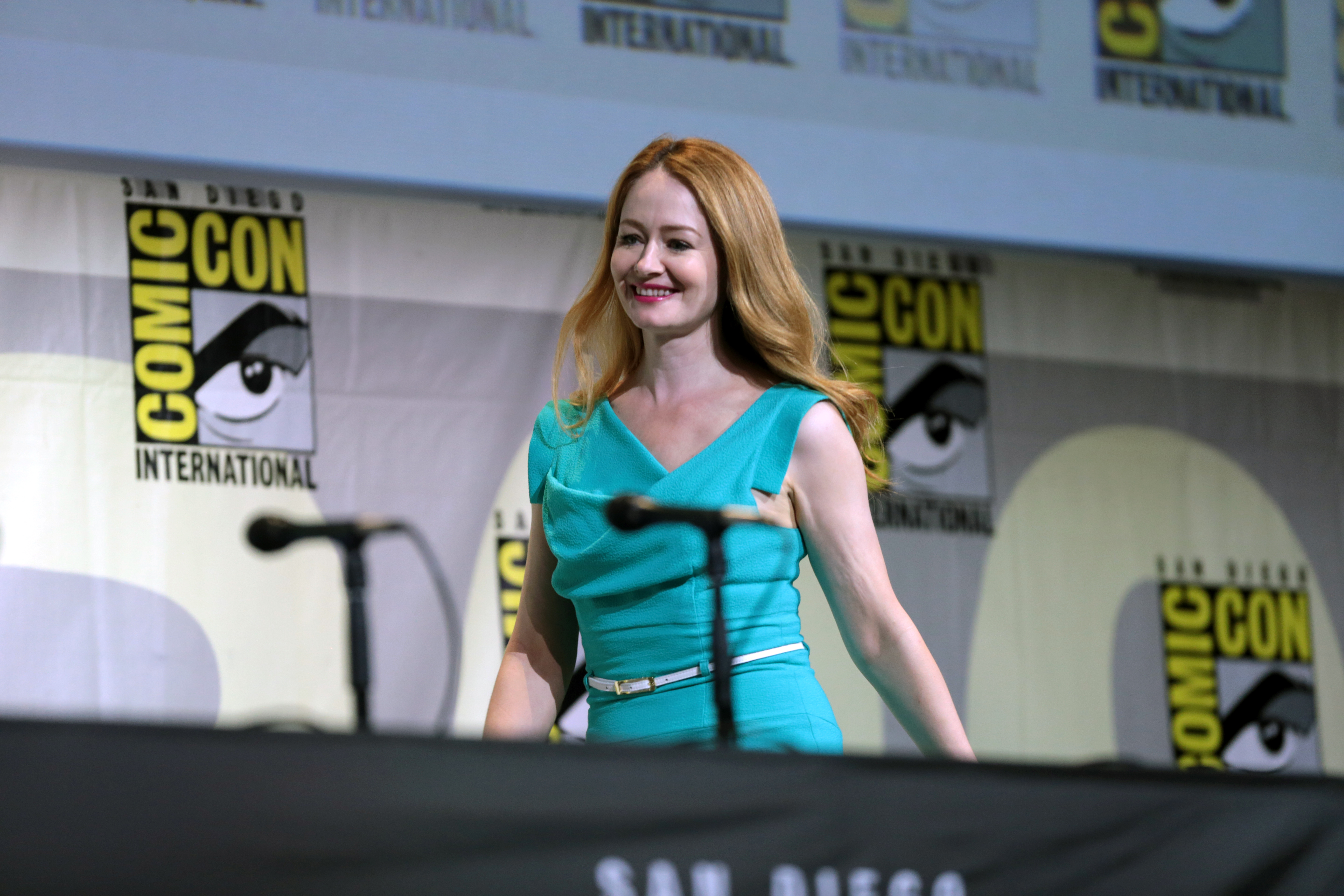
Miranda Otto.

Miranda Otto est née à Brisbane. Elle est la fille de l'acteur de cinéma Barry Otto et de l'ancienne actrice Lindsay Otto (qui est partie en retraite). Gracie Otto, la demi-sœur de Miranda, est aussi une actrice. Miranda a été élevée à Newcastle puis a résidé brièvement à Hong Kong après la séparation de ses parents en 1973. Elle a passé des week-ends et des vacances avec son père à Sydney et a développé un intérêt pour la comédie.
Dans son enfance, Otto et ses amis ont écrit des scénarios et ont conçu des costumes et des prospectus dans leur temps libre. Elle est apparue dans plusieurs pièces au Théâtre Nimrod, où elle a attiré l'attention du régisseur de distribution Faith Martin. Par la suite, Otto a reçu un rôle dans un drame se déroulant à la Deuxième Guerre mondiale et se nommant Emma's War.
Adolescente, Otto a excellé dans le milieu universitaire et dans le ballet, qu'elle a considéré comme une option de carrière. Cependant, elle a dû abandonner ce but pour ne pas aggraver sa scoliose. Otto a terminé ses études au National Institute of Dramatic Art à Sydney en 1990.
Avant la réception de son diplôme, elle a joué plusieurs rôles dans des films mineurs tels que Initiation (1987) et The 13th Floor (1988).

### Débuts en Australie (1986-2000)
Otto a fait ses débuts au théâtre dans la pièce de 1986 The Bitter Tears of Petra Von Kant avec la Troupe de théâtre de Sydney. Trois productions théâtrales pour la Troupe de théâtre de Sydney ont suivi à la fin des années 1980 et au début des années 1990.
Son premier rôle reconnu est en 1991, où elle interprète le rôle de Nell Tiscowitz dans The Girl Who Came Late, un rôle qui l'a portée devant l'industrie cinématographique australienne et le grand public. Dans ce film dirigé par Kathy Mueller, elle joue une femme qui a le don de communiquer avec les chevaux. Son rôle lui a valu sa première nomination à l'Australian Film Institute comme « la Meilleure Actrice » l'année suivante.
Le rôle suivant d'Otto était dans le film The Last Days of Chez Nous, qui peint les relations complexes entre les membres d'une famille australienne. Le film fait gagner à Otto sa deuxième nomination à l'Australian Film Institute, cette fois comme « Meilleure actrice secondaire ».
En 1993, Miranda Otto est covedette avec Noah Taylor dans une comédie sexuellement provocatrice nommée The Nostradamus Kid, qui est basé sur les mémoires de l'auteur Bob Ellis pendant les années 1960.
En 1995, Otto commence à douter de son choix de carrière lorsqu'elle échoue au casting pour lequel elle a auditionné. Elle s'est exilée à sa maison à Newcastle pour presque une année, pendant laquelle elle a peint la maison de sa mère. En 1996, le directeur Shirley Barrett choisi Otto pour le rôle d'une serveuse timide dans son film Love Serenade. Elle y joue Dimity Hurley, une jeune femme solitaire, qui rivalise avec sa sœur plus vieille, Vicki-Ann pour obtenir la main d'un DJ célèbre de Brisbane. Le film a reçu des critiques positives mais aussi des éloges sur le jeu d'acteur de Miranda Otto : Steve Rhodes d'Internet Reviews a estimé que la performance d'Otto était « la plus intéressante et la plus drôle » du film.
Lorsque Miranda Otto reçoit le scénario pour Le Puits, elle refuse de le lire, craignant de ne pas obtenir le rôle. Otto a cru qu'elle ne pouvait pas d'une façon convaincante tenir le rôle de Katherine, censée avoir dix-huit ans, alors qu'elle en avait trente à l'époque. Le film, dirigé par Samantha Lang, met en scène une adolescente impliquée dans une relation avec une femme plus vieille et solitaire. Les critiques sont partagées; le critique Paul Fisher a écrit que la performance de Miranda Otto n'était pas convaincante et qu'elle jouait un personnage répétitif, tandis que Louise Keller a déclaré qu'Otto avait encore une fois sa meilleure performance à l'écran. Otto a gagné sa troisième nomination à l'Australian Film Institute grâce à ce film.
Plus tard dans la même année, elle est co-vedette avec Richard Roxburgh dans Doing Time for Patsy Cline qui contribue à sa renommée. Ce film australien à petit budget a exigé qu'Otto joue de la musique country.
Après la sortie de Doing Time for Patsy Cline, les magazines et autres médias ont commencé à s’intéresser au profil l'actrice. En 1997, Otto a commencé une relation avec son partenaire dans le film : Richard Roxburgh. Son engagement avec Roxburgh l'a fait devenir un sujet régulier dans les magazines australiens et les médias.
Le projet suivant d'Otto était la comédie romantique Dead Letter Office (1998). Le film met pour la première fois en scène Miranda avec son père, Barry, qui fait une apparition brève. In the Winter Dark, réalisé par James Bogle, est son prochain film, plus tard dans l'année. Otto joue Ronnie, une femme enceinte récemment abandonnée par son petit ami. Le film était un succès en Australie et Otto a été nommée pour la quatrième fois à Australian Film Institut.
Suit un petit rôle dans le film de Terrence Malick sur la Deuxième Guerre mondiale, La Ligne rouge, mettant en vedette George Clooney et Sean Penn ; puis de nombreux rôles au dehors des frontières de l'Australie, comme en Italie, où elle joue Ruth dans le film italien à petit budget La volpe a tre zampe, produit en 2001 et diffusé pour la première fois sur la télévision italienne en mars 2009.

### Progression à Hollywood (2000-2010)
Le premier rôle Hollywoodien de Miranda Otto était en compagnie de Harrison Ford et Michelle Pfeiffer dans le thriller Apparences (2000). Elle joue Mary Feur, une voisine mystérieuse. Le film a reçu un retour mitigé, mais fut un succès international, réalisant un chiffre d'affaires brut de 291 millions de $. En 2001, Otto est devenue naturaliste dans le film Human Nature.
L'auteur Charlie Kaufman, impressionné par son audition deux ans plus tôt pour le film Dans la peau de John Malkovich, a pris des dispositions pour qu'Otto auditionne et rencontre le réalisateur du film Michel Gondry. Human Nature fut une déception tant commerciale que critique. Le critique Jeffrey M. Anderson a critiqué l'accent français d'Otto et a écrit qu'elle « ne semblait pas prendre au filet ce qui se passait autour d'elle ». La même année, elle est apparue dans l'adaptation de la BBC du roman d'Anthony Trollope : The Way We Live Now.
En 2002, elle est retournée sur les planches pour jouer Nora Helmer dans Une maison de poupée avec son futur mari Peter O'Brien. La performance d'Otto lui a fait gagner une nomination aux Helpmann Awards en 2003 et un MO Award pour « la meilleure actrice féminine dans une pièce ». La même année, elle séduit dans le premier rôle du drame Julie Walking Home d'Agnieszka Holland, qui lui vaut le titre de meilleure actrice lors du Festival du film de Newport Beach 2003.
En 1999, Otto a été choisie pour le rôle d'Éowyn, nièce du roi du Rohan, dans la trilogie du Seigneur des anneaux. Le réalisateur Peter Jackson la garde immédiatement après le visionnage de la vidéo d'audition qu'elle avait faite en Australie. Pour le rôle, Otto a dû passer six semaines à apprendre la chorégraphie des cascades et l'équitation. Son personnage n'apparaît seulement qu'à partir du deuxième film de la trilogie Les Deux Tours en 2002. La trilogie fut un énorme succès sur le plan critique et commercial. Le troisième film a gagné l'Oscar du meilleur film en 2004. La performance d'Otto lui a fait gagner une nomination de la meilleure actrice secondaire à l'Académie de la science-fiction, de la fantaisie et des films d'horreur.
Le projet suivant d'Otto était la mini-série australienne Through My Eyes (2004). Le drame peint l'histoire de Lindy Chamberlain, reconnue coupable (en 1982) d'avoir tué son bébé, Azaria. Une des affaires les plus connues en Australie. Otto a été sélectionné après son mari, Peter O'Brien, qui interprète le procureur Ian Barker. Elle a été choisie pour le rôle parce qu'il lui a fourni « la perspective d'explorer un personnage non conventionnel. » En 2005, Otto a gagné aux Logie Awards le prix de la meilleure actrice dans une série télévisée dramatique.

Son rôle de théâtre suivant était dans le thriller psychologique Boy Gets Girl (2005), dans lequel elle joue Theresa, une journaliste pour un magazine de New York. Otto a été engagée pour le projet avant de savoir qu'elle était enceinte. Robyn Nevin, le directeur, a reprogrammé la production de décembre 2004 à septembre 2005 pour que Miranda puisse y apparaître. En 2005, Nevin a commencé la préproduction d'une pièce préparée spécialement pour Otto.

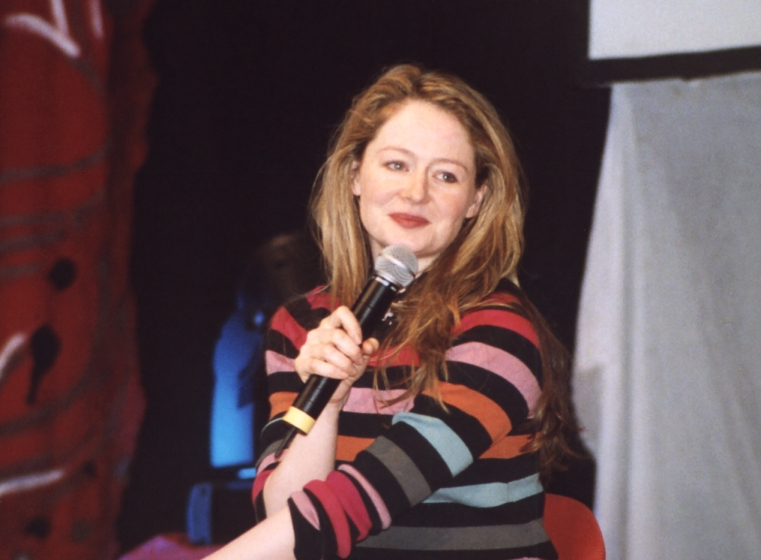
Miranda Otto en 2006.

Le réalisateur Steven Spielberg, impressionné par la performance d'Otto dans Le Seigneur des anneaux, l'a appelée pour lui demander de jouer avec Tom Cruise dans le blockbuster de science-fiction La Guerre des mondes (2005). Otto, enceinte à l'époque ne pensait pas pouvoir tenir le rôle, mais le scénario a été retravaillé pour l'accueillir. Après la naissance de sa fille en 2005, Otto a mis sa carrière entre parenthèses pour se concentrer sur sa maternité et pour se remettre au théâtre en Australie.
En 2007, Otto interprète Cricket Stewart, la femme d'un directeur fructueux, dans la mini-série plébiscitée par la critique Starter Wife.
L'année suivante, elle joue dans la série télévisée Cashmere Mafia. Elle y joue Juliet Draper, une riche cadre qui doit compter sur ses amis pour jongler avec les demandes d'une carrière et d'une famille à New York. Produite par Darren Star, à l'origine de Sex and the City, ce qui explique notamment les nombreuses assimilations entre les deux séries, comme le lieu de l'action, New-York ou la présence de quatre femmes comme personnages principaux.
L'actrice a été choisie après avoir fait savoir que « la télévision américaine est à l'heure actuelle si intéressante et particulièrement les personnages pour les femmes qui sont fantastiques ». Elle a aimé l'idée d'avoir un personnage au cours d'une longue période de temps et le développer. La série a néanmoins été arrêtée en mai 2008, essentiellement à cause du déclenchement de la Grève de la Writers Guild of America de 2007.

### Alternance cinéma et télévision (années 2010)
Si elle continue à apparaître au cinéma, elle tente toujours de sécuriser un rôle à la télévision : elle est ainsi au casting du pilote de la série fantastique Locke and Key, écrit par Josh Friedman et réalisé par Mark Romanek. Mais la série n'est pas commandée par la chaîne FOX. 

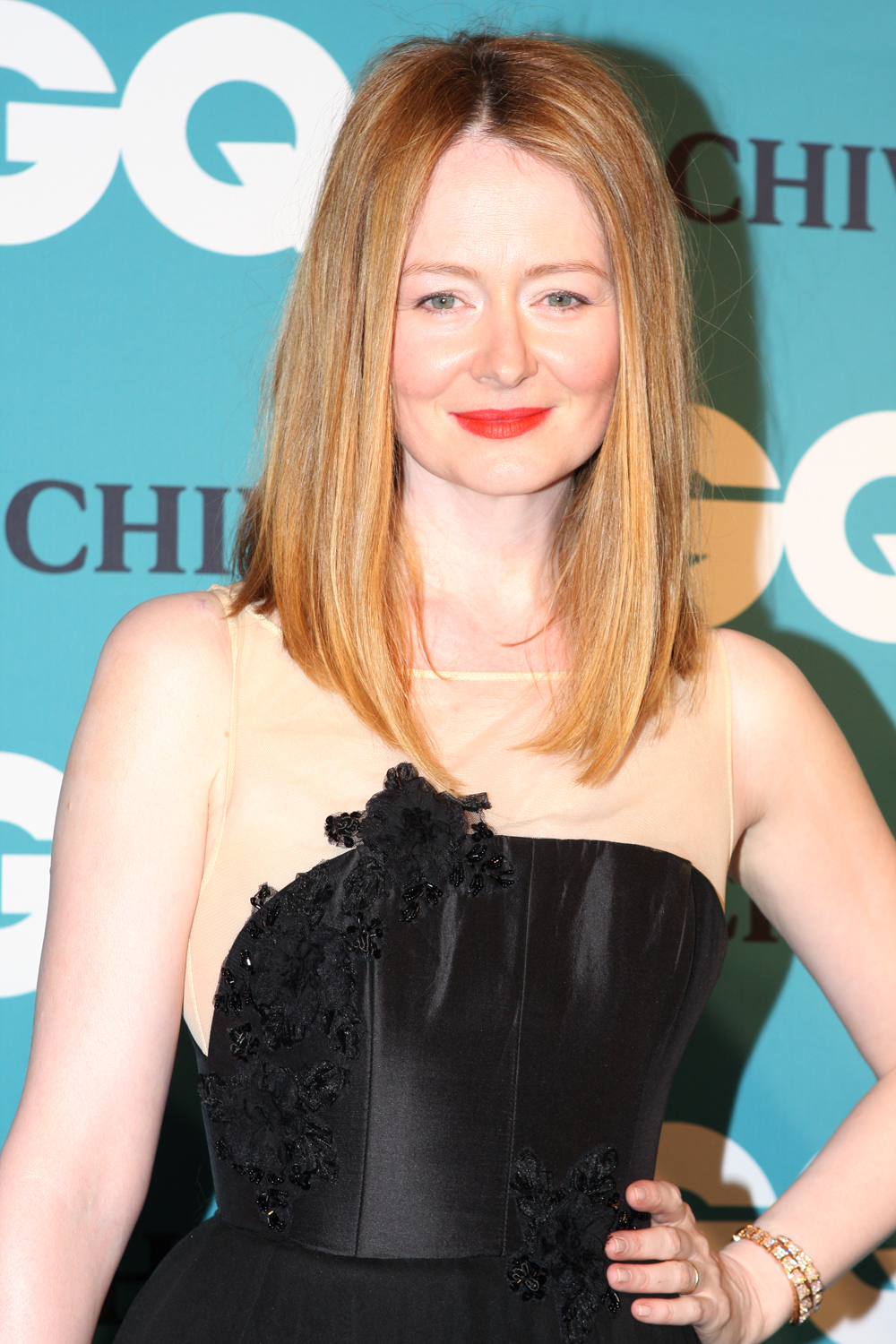
Au Ivy Ballroom de Sydney, en novembre 2012.

Elle apparaît néanmoins sur son antenne en 2013, en tenant l'un des rôles principaux de l'éphémère série judiciaire Rake, portée par Greg Kinnear. Entre-temps, elle séduit toujours dans un cinéma indépendant en tant qu'héroïne du drame romantique South Solitary qui lui vaut une énième proposition pour le Film Critics Circle of Australia.

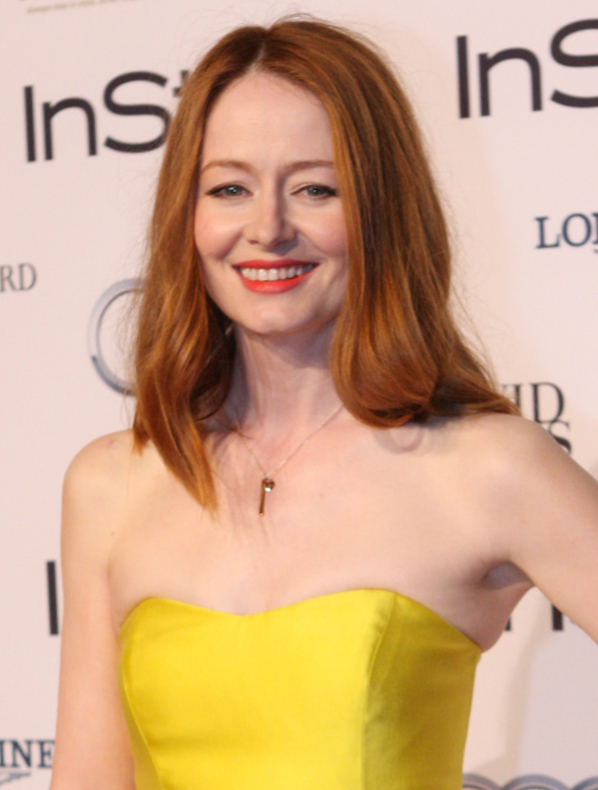
L'actrice en 2012.

Parallèlement, elle apparaît dans des productions cinématographiques plus exposées : en 2013 avec le premier rôle féminin du thriller fantastique I, Frankenstein, de Stuart Beattie , puis en 2014, le western de Tommy Lee Jones, The Homesman.
Mais c'est sur le câble américain qu'elle parvient à se distinguer en 2015 : en faisant partie de la distribution de la cinquième saison de la série d'espionnage Homeland, puis en étant retenue pour l'un des rôles principaux de la série de science-fiction Westworld. Cependant, elle est finalement écartée de la distribution à la suite d'une réécriture de son personnage.
La même année, elle joue dans le drame indépendant salué par la critique, The Daughter de Simon Stone. Son interprétation lui permet de remporter l'Australian Academy of Cinema and Television Arts Awards et le Film Critics Circle of Australia de la meilleure actrice dans un second rôle.
Entre 2016 et 2017, elle est l'un des premiers rôles de la série télévisée d'action 24: Legacy, dont l'histoire se déroule trois ans après les événements de la mini-série 24 heures chrono : Live Another Day, qui faisait office de neuvième saison de la série du même nom.
Au cinéma, elle est à l'affiche du film d'horreur Annabelle 2 : La Création du mal réalisé par David F. Sandberg. Il s'agit du quatrième film de l'univers cinématographique Conjuring et du deuxième de la série Annabelle dont il est prequel.
En 2018, elle rejoint la série fantastique Les Nouvelles Aventures de Sabrina, distribuée par la plateforme Netflix. Il s'agit d'un reboot horrifique du succès populaire que fut la série télévisée Sabrina, l'apprentie sorcière à la fin des années 1990. Elle y incarne la pieuse, fière et sévère Tante Zelda, précédemment incarnée par Beth Broderick.
La série est rapidement renouvelée pour une seconde saison, en 2019, l’actrice poursuit ensuite sa collaboration avec la plateforme Netflix et Kiernan Shipka, qui incarne Sabrina, en étant à l’affiche du film d’horreur The Silence qui suit une famille tentant d'échapper à des chauves-souris mutantes dans un univers post-apocalyptique.

### Vie privée
En 1997, Otto a commencé une relation avec l'acteur Richard Roxburgh, rencontré sur le tournage de Doing Time for Patsy Cline. Leur relation s'est terminée en 2000.
Le 1er janvier 2003, elle épouse l'acteur Peter O'Brien, rencontré sur la pièce de théâtre Une maison de poupée. Otto et O'Brien ont une fille Darcey, qui est née le 1er avril 2005. La grossesse l'a presque forcée à abandonner son rôle pour La Guerre des mondes. Depuis la naissance de sa fille, Otto s'est éloignée des studios de cinéma pour passer du temps avec sa famille dans leur maison en Australie.
Miranda Otto s'est éloignée des projecteurs pour ne pas revivre l'attention médiatique qu'elle avait vécue lorsqu'elle était en couple avec Roxburgh. Dans une interview en 2004, Otto a déclaré qu'elle espérait ne jamais être aussi célèbre que l'actrice australienne Nicole Kidman car elle ne pourrait pas vivre une pareille médiatisation.

## Filmographie

### Cinéma

#### Courts métrages
- 2009 : Schadenfreude, de Peter O'Brien : Serveuse

#### Longs métrages
- 1986 : Emma's War, de Clytie Jessop : Emma Grange
- 1987 : Initiation, de Michael Pearce : Stevie
- 1988 : The 13th Floor, de Chris Roache : Rebecca
- 1991 : The Girl Who Came Late, de Kathy Mueller : Nell Tiscowitz
- 1992 : The Last Days of Chez Nous, de Gillian Armstrong : Annie
- 1993 : The Nostradamus Kid, de Bob Ellis : Jennie O'Brien
- 1995 : Sex Is a Four Letter Word, de Murray Fahey : Viv
- 1996 : Love Serenade, de Shirley Barrett : Dimity Hurley
- 1997 : Le Puits, de Samantha Lang : Katherine
- 1997 : True Love and Chaos, de Stavros Kazantzidis : Mimi
- 1997 : Doing Time for Patsy Cline, de Chris Kennedy : Patsy
- 1998 : Dead Letter Office, de John Ruane : Alice Walsh
- 1998 : In the Winter Dark, de James Bogle : Ronnie
- 1998 : La Ligne rouge, de Terrence Malick : Marty Bell
- 2000 : Kin, de Elaine Proctor : Anna
- 2000 : Apparences, de Robert Zemeckis : Mary Feur
- 2001 : Human Nature, de Michel Gondry : Gabrielle
- 2002 : Hypnotic, de Nick Willing : Clara Strother
- 2002 : Julie Walking Home, de Agnieszka Holland : Julie Makowsky
- 2002 : Le Seigneur des anneaux : Les Deux Tours, de Peter Jackson : Éowyn
- 2003 : Danny Deckchair, de Jeff Balsmeyer : Glenda Lake
- 2003 : Le Seigneur des anneaux : Le Retour du roi, de Peter Jackson : Éowyn
- 2004 : La volpe a tre zampe, de Sandro Dionisio : Ruth
- 2004 : In My Father's Den, de Brad McGann : Penny
- 2004 : Le Vol du Phœnix, de John Moore : Kelly Johnson
- 2005 : La Guerre des mondes, de Steven Spielberg : Mary Ann
- 2009 : In Her Skin, de Simone North : Mrs. Barber
- 2009 : Blessed, de Ana Kokkinos : Bianca
- 2010 : South Solitary, de Shirley Barrett : Meredith
- 2013 : Flores Raras, de Bruno Barreto : Elizabeth Bishop
- 2013 : The Turning, de Tim Winton : Sherry
- 2013 : I, Frankenstein, de Stuart Beattie : Leonore
- 2014 : The Homesman, de Tommy Lee Jones : Theoline Belknapp
- 2015 : The Daughter de Simon Stone : Charlotte
- 2017 : Dance Academy: The Movie de Jeffrey Walker : Madeline Moncur
- 2017 : Annabelle 2, de David F. Sandberg : Esther Mullins
- 2018 : Zoe de Drake Doremus : « la créatrice »
- 2018 : The Chaperone de Michael Engler : Ruth St. Denis
- 2019 : The Silence de John R. Leonetti : Kelly Andrews
- 2020 : Downhill de Nat Faxon et Jim Rash : Charlotte
- 2022 : La Main de Danny Philippou et Michael Philippou : Sue
- 2024 : Le Seigneur des Anneaux : La Guerre des Rohirrim (The Lord of the Rings: The War of the Rohirrim) de Kenji Kamiyama :  Éowyn (voix)

### Télévision

#### Séries télévisées
- 1988 : À cœur ouvert : Millie Allcott (4 épisodes)
- 1988 : The Flying Doctors : Amy Brodie (1 épisode)
- 1991 : Hampton Court : Melissa (1 épisode)
- 1994 : G.P. : Elizabeth Wiggins (1 épisode)
- 1995 : Sydney Police : Amanda (1 épisode)
- 2001 : The Way We Live Now : Mrs. Hurtle (Mini-série, 4 épisodes)
- 2004 : Through My Eyes : Lindy Chamberlain (Mini-série, 2 épisodes)
- 2007 : Starter Wife : Cricket Stewart (Mini-série, 5 épisodes)
- 2008 : Cashmere Mafia : Juliet Draper (7 épisodes)
- 2012 : Miss Fisher enquête : Lydia Andrews (1 épisode)
- 2013 : Rake : Maddy (13 épisodes)
- 2015 : Homeland : Allison Carr (saison 5, 12 épisodes)
- 2017 : 24: Legacy : Rebecca Ingram (13 épisodes)
- 2018 : Les Nouvelles Aventures de Sabrina : Zelda Spellman
- 2021 : Unusual suspects : Sara Beasley
- 2023 : The Clearing : Adrienne Beaufort
- 2023 : Wellmania : Camille Lavigne

#### Téléfilms
- 1991 : Heroes II: The Return, de Donald Crombie : Roma Page
- 1999 : Jack Bull, de John Badham : Cora Redding
- 2009 : A Marriage, de Marshall Herskovitz : Abby Gabriel
- 2012 : Mabo, de Rachel Perkins : Margaret White

## Distinctions
Sauf indication contraire, les informations mentionnées dans cette section peuvent être confirmées par la base de données cinématographiques IMDb,  présente dans la section « Liens externes ».

### Récompenses
- Satellite Awards 1999 : Special Achievement Award pour La ligne rouge
- Awards Circuit Community Awards 2003 : meilleure distribution pour Le seigneur des anneaux: Le retour du roi
- Phoenix Film Critics Society Awards 2003 : meilleure distribution pour Le seigneur des anneaux: Les deux tours
- National Board of Review 2003 : meilleure distribution pour Le seigneur des anneaux: Le retour du roi
- Festival du film de Newport Beach 2003 : meilleure actrice pour Julie Walking Home
- Online Film Critics Society Awards 2003 : meilleure distribution pour Le seigneur des anneaux: Le retour du roi
- Critics' Choice Movie Awards 2004 : meilleure distribution pour Le seigneur des anneaux: Le retour du roi
- Gold Derby Awards 2004 : meilleure distribution pour Le seigneur des anneaux: Le retour du roi
- Screen Actors Guild Awards 2004 : meilleure distribution pour Le seigneur des anneaux: Le retour du roi
- Logie Awards 2005 : meilleure actrice dans une série télévisée dramatique pour Through My Eyes
- Women Film Critics Circle Awards 2014 : meilleure distribution pour The Homesman
- Australian Academy of Cinema and Television Arts Awards 2016 : meilleure actrice dans un second rôle pour The Daughter
- Film Critics Circle of Australia Awards 2017 : meilleure actrice dans un second rôle pour The Daughter

### Nominations
- Australian Film Institute 1992 :
  - meilleure actrice pour The Girl Who Came Late
  - meilleure actrice dans un second rôle pour The Last Days of Chez Nous
- Film Critics Circle of Australia Awards 1993 : meilleure actrice dans un second rôle pour The Last Days of Chez Nous
- Australian Film Institute 1997 : meilleure actrice pour Le puits
- Australian Film Institute 1998 : meilleure actrice dans un second rôle pour In the Winter Dark
- Film Critics Circle of Australia Awards 1998 : meilleure actrice pour Le puits
- Film Critics Circle of Australia Awards 1999 : meilleure actrice pour Dead Letter Office
- Awards Circuit Community Awards 2002 : meilleure distribution pour Le seigneur des anneaux: Les deux tours
- DVD Exclusive Awards 2003 : meilleur commentaires audio pour Le seigneur des anneaux: Les deux tours
- Empire Awards 2003 : meilleure actrice pour Le seigneur des anneaux: Les deux tours
- Gold Derby Awards 2003 : meilleure distribution pour Le seigneur des anneaux: Les deux tours
- Golden Schmoes Awards 2003 : meilleure actrice dans un second rôle pour Le seigneur des anneaux: Le retour du roi
- Screen Actors Guild Awards 2003 : meilleure distribution pour Le seigneur des anneaux: Les deux tours
- International Online Cinema Awards 2004 : meilleure actrice dans un second rôle pour Le seigneur des anneaux: Le retour du roi
- Phoenix Film Critics Society Awards 2004 : meilleure distribution pour Le seigneur des anneaux: Le retour du roi
- Saturn Awards 2004 : meilleure actrice dans un second rôle pour Le seigneur des anneaux: Le retour du roi
- Australian Film Institute 2005 : meilleure actrice de télévision pour Through My Eyes
- Film Critics Circle of Australia Awards 2011 : meilleure actrice pour South Solitary
- Screen Actors Guild Awards 2016 : meilleure distribution pour une série télévisée dramatique dans Homeland
- Australian Film Critics Association 2017 : meilleure actrice dans un second rôle pour The Daughter

## Voix francophones
En France, Rafaèle Moutier est la voix régulière de Miranda Otto. En parallèle, Barbara Tissier l'a doublée à quatre reprises tandis que Brigitte Berges et Marie-Frédérique Habert ont fait de même à trois occasions chacune.